# 帕利斯岛 (南卡罗来纳州)
帕利斯岛（英文：Pawleys Island），是美国南卡罗来纳州下属的一座城市。城市类型是“Town”。其面积大约为0.99平方英里（2.57平方公里）。根据2010年美国人口普查，该市有人口103人，人口密度约为每平方 英里103.83人（约合每平方公里40.09人）。